# Dicliptera paniculata
Dicliptera paniculata är en akantusväxtart som först beskrevs av Peter Forsskål, och fick sitt nu gällande namn av I.Darbysh.. Dicliptera paniculata ingår i släktet Dicliptera och familjen akantusväxter. Utöver nominatformen finns också underarten D. p. subaequibracteata.